# Josep Subils
Josep Subils Valls (Barcelona, 28 de junio de 1938 - Bor, Bellver de Cerdanya, 8 de agosto de 1965) fue un espeleólogo, espeleobuceador y bioespeleólogo, presidente del EDECA, socio del SES, CAE, CEC y presidente del Comité Regional de Exploraciones Subterráneas, futura Federació Catalana d'Espeleologia (1964-1965), conocido por ser uno de los pioneros en espeleología catalana y una de sus figuras más reconocidas.

## Biografía

### Primeros años
En 1956 él y su hermano decidieron viajar a Ariège por unos primos franceses, quienes les hablaron por primera vez de la espeleología. Viajaron por Semana Santa, después de haber visitado varias cuevas turísticas, Josep se apasionó por la espeleología. Al año siguiente decidieron volver, contactaron con un grupo local de espeleología y visitaron otras cuevas. En ese mismo año, 1957, se unió junto a su hermano al SES Puigmal de Barcelona, aquel año hizo de instructor en el curso "VIII Curso Oficial de Exploraciones Subterráneas", donde conoció a Francesc Cardeña y otros espeleólogos. Sus primeras expediciones fueron por el Garraf, sierra del Obac, Valencia y Mallorca. En 1958 se une al Centro Aragonés de Barcelona. En 1961 en Manresa se solicitaron instructores para realizar un curso de instrucción en la espeleología, en el que participó como instructor y conoció a Montserrat Ubac, con quien mantuvo un gran vínculo.

### Operación Turolensis
En Semana Santa de 1961, un conocido de Cardeña le habló a este sobre la gran cantidad de cuevas que había en la zona de Molinos. Cardeña se lo contó a los hermanos Subils y los tres decidieron realizar una campaña alrededor de Molinos, donde exploraron la cueva de Baticambras y otras cavidades de la zona.  El 1 de abril, cuando ya iban a regresar a Barcelona, descubren las grutas de cristal, cerca de Molinos, donde encuentran restos humanos y animales y que debido a su belleza se convierte en el atractivo más turístico de la región. Josep Subils fichó a Fèlix Alabart como fotógrafo, quien realizó unas diapositivas que luego fueron recopiladas en una proyección.
La operación Turolensis siguió en 1962, Josep invitó a la expedición a cinco clubes de espeleología. La diputación de Teruel intervino en la investigación debido a los restos arqueológicos que se habían encontrado en las grutas de cristal, entonces la cueva se mantuvo cerrada. En 1963 se da por concluida la operación y publica su libro: Operación turolensis: memoria de una campaña.

### Operación Solsonés
La operación Solsonés inició oficialmente el 1 de junio de 1963, cuando Montserrat Ubach invitó a Subils a la operación y él invitó a nueve grupos de espeleología y ayudó a Montserrat a que la operación contara con todos los medios necesarios consiguiendo patrocinios. Colaboró con el D. Español y descubrió dos nuevos coleópteros hipogeos troglobios: Troglocharinus subilsi y Geotrechus ubachi.
Ese mismo año conoció a Ferran Godoy, con quien dio un curso de escafandrismo. En julio de 1963 logra superar el sifón de la cueva de la Ubriga, junto a Emili Sabaté, convirtiéndose en el primer espeleólogo español en superar un sifón.

### Operación Alto Aragón
En verano del 1964 participa en una operación por el Alto Aragón, donde se construyó un torno específico para la ocasión con el que bajó por la vertical de más de 100 metros del ibón de la Renclusa, había sido previamente probado en la pared de Sant Jeroni de Montserrat.
En mayo de 1965 explora la cueva del Isard junto a Montserrat Ubach, donde logra pasar el sifón y explorar la otra parte de la galería. Después fueron a la Fou de Bor donde hace la primera inmersión a su sifón, y logra hacer un recorrido de 70 metros de recorrido y 12 metros de fondo, y según él, logró ver la superficie del agua.
En verano de 1965 la operación Alto Aragón continuó, aunque sin su participación, debido a que se encontraba explorando la Fou del Bor junto a Godoy.

### Accidente
El 8 de agosto realiza el segundo intento para superar el sifón de la Fou del Bor, pero esta vez con más seguridad y junto a Ferran Godoy. Los dos espeleólogos quedaron atrapados en la zona estrecha del sifón sin encontrar el final por la. La tarde del día siguiente se dio a conocer la noticia que dos espeleólogos profesionales, socios del CEC, se habían perdido en la Fou del Bor, se realiza una expedición de búsqueda de los espeleólogos por parte de los bomberos, que no tuvo éxito. Al día siguiente continúan los intentos aunque esta vez por parte del CRIS, como era un accidente de inmersión, los submarinistas se encontraron con muchas dificultades, el agua era muy turbia y ninguno de ellos tenía experiencia en sifones. La madrugada del 11 de agosto un voluntario encuentra el cuerpo de Ferran Godoy, dos días después del inicio de la búsqueda. Seis días más tarde se encuentra el cuerpo de Josep Subils. Un día después los cuerpos fueron trasladados a Barcelona, el funeral se realizó en la parroquia de San Agustín.

#### Repercusión
Su muerte causó gran revuelo en la comunidad espeleóloga, siendo portada en muchos periódicos y revistas. Se bautizó una vía de la sima Montserrat Ubach con su nombre. También se le puso su nombre a un nuevo género de coleópteros, Subilsia. El 11 de febrero de 1968 se publicó la proyección de diapositivas que Subils había empezado a producir con la colaboración de Fèlix Alabart, Montserrat Ubach y Oleguer Escolà sobre las grutas de cristal, que se llamó Projecció Graderes 1961. El 24 de noviembre de 2009 la Federación Catalana de Espeleología realizó un acto conmemorativo a Josep Subils, que contó con la proyección audiovisual del documental "El Subils que vaig conèixer", dirigido por Montserrat Ubach.